# Gavialosuchus
Gavialosuchus (лат.) — вымерший вид крокодилов подсемейства Tomistominae из раннего миоцена Европы. Останки гавиалозухов были найдены в 1866—1872 годах в Австрии при строительстве железной дороги: их впервые открыл австрийский геолог и археолог Иоганн Крагулец. Палеонтологи Франц Тула и Иоганн Кайл реконструировалии череп гавиалозуха из обломков и описали его в 1885 году как новый вид Gavialosuchus eggenburgensis и род Gavialosuchus.

## Таксономия
Типовой вид Gavialosuchus eggenburgensis известен из раннего миоцена Австрии.
Майрик (2001) предложил синонимизировать Gavialosuchus americanus с Thecachampsa antiqua. Паоло Пирас с соавторами (2007), однако, выступили за перенос Gavialosuchus americanus и Gavialosuchus carolinensis в Thecachampsa в качестве отдельных видов последнего рода. Жуве с соавторами (2008) оставил Gavialosuchus americanus в Gavialosuchus и обнаружил, что он является сестринской группой Gavialosuchus eggenburgensis (статус Gavialosuchus carolinensis не обсуждался). Однако Жуве с соавторами (2008) не учитывали Thecachampsa antiqua в своем филогенетическом анализе. Китайские палеонтологи в 2009 году обнаружили, что Gavialosuchus americanus и Gavialosuchus eggenburgensis не являются сестринскими таксонами. Однако они не включили в свой анализ Thecachampsa antiqua и Gavialosuchus carolinensis. Кристофер Брошу и Глен Сторс (2012) проанализировали все четыре вида вместе с другими крокодилоидами и обнаружили относительно серьёзные доводы в пользу предположения Пираса с соавторами (2007). Вимс (2018) согласился в том, что Gavialosuchus americanus и Gavialosuchus carolinensis относятся к Thecachampsa.
Таким образом, Gavialosuchus eggenburgensis представляет собой отдельный вид и его следует отличать от американских видов Gavialosuchus carolinensis и Gavialosuchus americanus: он входит в одну группу с вымершим японским крокодилом Toyotamaphimeia machikanensis.

## Экология
В отличие от современных родственников, обитающих в пресных водах, гавиалозух жил в устьях рек и на мелководье у морского побережья. В основном он питался рыбой.